# BigQuery
BigQuery是一个RESTful的Web服务 ，可以对与Google Storage结合使用的大型数据集进行交互式分析。它是一种无服务器的平台即服务（ PaaS ），且可与MapReduce相互补充使用。 

## 历史
谷歌在2010年进行了有限度测试之后，于2011年11月在Google Atmosphere会议上宣布BigQuery全面可用。
2016年4月，此服务的欧洲用户经历了12小时的中断。2016年5月，谷歌宣布了对Google表单的支持。

## 设计
BigQuery提供对Dremel技术的外部访问，是一个可扩展的交互式即席查询系统，用于分析只读嵌套数据。BigQuery要求对所有请求进行身份验证，其支持许多Google专有的验证机制以及OAuth。 

## 特征
- 管理数据 - 基于JSON编码模式创建和删除表，从Google Storage导入编码为CSV或JSON的数据。
- 查询 - 以标准SQL方言查询[6]，以JSON格式返回结果，最大答复长度约为128 MB，启用大型查询结果时无大小限制。[7]
- 集成 - 可以从Google Apps Script[8]使用BigQuery（例如，作为Google文档中的绑定脚本），也可以从使用其REST API或客户端库的任何语言使用BigQuery[9] 。
- 访问控制 - 可以与任意个人，团体或世界共享数据集。